# João Nunes Tinoco
João Nunes Tinoco (ca. 1610 — 1689) foi um arquitecto português.

## Biografia
Era filho do também arquitecto Pedro Nunes Tinoco (? - 1641), patriarca de uma família de arquitectos que tiveram papel de destaque no desenvolvimento da arquitectura no país, nos séculos XVII e XVIII.
João foi nomeado para um dos três lugares de aprender arquitectura nos anos de 1630-1631. Em 1641 foi-lhe confiado o cargo de arquitecto das obras da Igreja de São Vicente de Fora, por morte de seu pai; deteve também o cargo de arquitecto da Casa das Rainhas, instituído em 1665 por D. Luísa de Gusmão.
A sua trajetória profissional desenvolveu-se entre os anos de 1652 e 1689, compreendendo dezenas de projectos e obras, principalmente na área de Lisboa. Destacou-se como um dos primeiros arquitectos portugueses a experimentar o estilo barroco: projetou, em 1661 o sacrário da Igreja de Santa Justa, onde aparecem pela primeira vez no país colunas torsas, de grande efeito cénico, repetido em dezenas de retábulos pelo norte do país, nos Convento de São Francisco da Cidade e Convento de São Francisco de Xabregas, no Convento da Graça, na Igreja de Santa Teresa das Carmelitas Descalças de Carnide e outros, com destaque ainda para a edificação do seminário jesuíta de Santarém, na década de 1670.
De acordo com a pesquisa de Paulo Varela Gomes (1987), terá colaborado, ainda que episodicamente, nas obras de Santa Engrácia, atribuídas oficialmente ao arquitecto João Antunes (1643 - 1712), seu discípulo.